# Сарги (озеро)
Сарги — озеро на территории Поросозерского сельского поселения Суоярвского района Республики Карелия.

## Общие сведения
Площадь озера — 2 км². Располагается на высоте 178 метров над уровнем моря.
Берега озера каменисто-песчаные, частично заболоченные.
С юго-восточной стороны в озеро втекает ручей, вытекающий из озера Матка.
Сток из озера осуществляется короткой протокой, вытекающей с северо-западной стороны озера, впадающей в озеро Лубоярви, воды которого, протекая через озера Вонгозеро и Мярат, попадают в реку Чеба.
Код водного объекта в государственном водном реестре — 01040100211102000017623.